# Paulo Suess
Paulo Suess (* 2. April 1938 in Köln als Paul Günther Süss) ist ein römisch-katholischer Theologe aus Deutschland, der seit 1966 in Brasilien lebt und wirkt. Er ist ein bekannter Vertreter der Theologie der Befreiung und hat in seinen wissenschaftlichen Arbeiten maßgeblich die Theologie der Inkulturation geprägt. Außer seiner Tätigkeit als Theologe ist Paulo Suess im deutschsprachigen Raum auch als Dichter bekannt.

## Ausbildung und Werdegang als Theologe
Nach der Mittleren Reife holte Paulo Suess am Abendgymnasium sein Abitur nach. Anschließend studierte er Theologie in München, Münster, Brüssel und Löwen. Am 19. Juli 1964 wurde er nach Abschluss des Studiums in München im Bistum Augsburg zum Priester geweiht. Von 1966 bis 1974 arbeitete er zunächst in Brasilien (erst in Juruti, dann in Manaus) und kehrte dann nach Europa zurück, um am Internationalen Pastoralinstitut in Brüssel und in Löwen sein Studium fortzusetzen. 1976 erlangte er in Münster seine Promotion mit einer bei Johann Baptist Metz erstellten Dissertation über den Volkskatholizismus in Brasilien.
Lange Jahre war Paulo Suess Generalsekretär des brasilianischen Indigenenmissionsrates (CIMI), dessen theologischer Berater er heute ist. Sein Einsatz für die Rechte der indigenen Völker Lateinamerikas zeigt sich auch in der Gründung und Herausgabe einer Zeitschrift zur Verteidigung der Rechte der Indigenen und der Landlosenbewegung in Brasilien.
Der Arbeitsschwerpunkt Paulo Suess’ liegt in der Befreiungstheologie. Einen ersten Eindruck von der Lebensrealität der brasilianischen ruralen Bevölkerung gewann er von 1966 bis 1974, als er in einer Pfarrei im Bundesstaat Pará tätig war. Seine Tätigkeit im Indigenenmissionsrat brachte ihn noch enger mit der Kultur der indigenen Bevölkerung in Kontakt. Paulo Suess hat maßgeblich die Theologie der Inkulturation und die Option für die Anderen, eine Modifikation der Option für die Armen, geprägt. Seine Beiträge und aktive Tätigkeit im Bereich der Theologie der Befreiung haben ihn zu einem der weltweit anerkannten und bekannten Vertreter dieses Bereichs gemacht.
Paulo Suess war 1987 Mitbegründer des Postgraduierten-Studiengangs in Missionswissenschaft an der Päpstlichen Theologischen Fakultät Nossa Senhora da Assunçao in São Paulo und anschließend dessen Direktor. Er hatte die Koordination des Studiengangs bis 2001 inne.
Bei der Eingliederung der Päpstlichen Theologischen Fakultät in das Universitätszentrum UniFAI im Jahre 2000 in São Paulo wurde unter Billigung des Erzbischofs Cláudio Kardinal Hummes der Vertrag von Paulo Suess nicht verlängert. Dieses Vorkommnis wird als kirchenpolitische strategische Entscheidung gewertet.
International war Paulo Suess bis 2008 als Präsident der ökumenischen Theologenvereinigung Internationale Vereinigung für Missionswissenschaft (IAMS) tätig.

## Auszeichnungen
1977 wurde Paulo Suess mit dem Preis für das Studienjahr 1977 des Fachbereichs Katholische Theologie der Westfälischen Wilhelms-Universität Münster für seine Dissertation Volkskatholizismus in Brasilien. Typologie und Strategie gelebter Religiosität ausgezeichnet.
1982 verlieh ihm die brasilianische Schriftstellervereinigung den Preis für kulturelle Verdienste.
1990 nahm er stellvertretend für den Indigenenmissionsrat CIMI und die indigenen Völker Brasiliens den Shalom-Preis des Arbeitskreises für Gerechtigkeit und Frieden der Katholischen Universität Eichstätt entgegen.
1994 wurde ihm von der Otto-Friedrich-Universität Bamberg die Ehrendoktorwürde verliehen.
Am 9. Juli 2004 erhielt Paulo Suess die Ehrendoktorwürde der Johann Wolfgang Goethe-Universität Frankfurt im Fachbereich Katholische Theologie.

## Werkauswahl
- Volkskatholizismus in Brasilien. Typologie und Strategie gelebter Religiosität. Dissertation 1976, Münster. Kaiser, München 1978, ISBN 3459011394.
- Vom Schrei zum Gesang. Brasilianische Meditationen. Peter Hammer Verlag, Wuppertal 1985, ISBN 3779573938
- Weltweit artikuliert – kontextuell verwurzelt. Theologie und Kirche Lateinamerikas vor den Herausforderungen des „dritten Subjekts“. Zeugnisse – Analysen – Perspektiven. IKO – Verlag für Interkulturelle Kommunikation, Frankfurt am Main/London 2001, ISBN 3889396232.
- Und sie bewegt sich doch! Wegmarken pastoraler Praxis in Theologie und Kirche Lateinamerikas, Grünewald-Verlag, Ostfildern 2014, ISBN 978-3-7867-2814-6